# Xylopia bocatorena
Xylopia bocatorena är en kirimojaväxtart som beskrevs av Robert Walter Schery. Xylopia bocatorena ingår i släktet Xylopia och familjen kirimojaväxter. Inga underarter finns listade i Catalogue of Life.